# کووالا پیروشا
کووالا پیروشا (به لهستانی:  Kowala Pierwsza) یک روستا در لهستان است که در گمینا پونگاتووا واقع شده‌است.